# Alejandro Domínguez
Alejandro Damián Domínguez (Lanús, 10 juni 1981) is een Argentijns voormalig voetballer die doorgaans speelde als aanvallende middenvelder. Tussen 2000 en 2018 speelde hij voor Quilmes, River Plate, Roebin Kazan, Zenit Sint-Petersburg, opnieuw Roebin Kazan, Valencia, opnieuw River Plate, Rayo Vallecano, Olympiakos en opnieuw Rayo Vallecano.

## Clubcarrière
Domínguez speelde bij Quilmes in zijn vaderland, wat hij later achter zich liet voor de Argentijnse topclub River Plate. Aldaar groeide hij uit tot een vaste waarde en hij won driemaal de Clausura met de club. Er was in die tijd erg veel interesse in zijn diensten vanuit Europa en in 2004 tekende hij bij Roebin Kazan in Rusland. Drie jaar later, in de zomer van 2007, was het competitiegenoot Zenit Sint-Petersburg dat hem voor circa zeven miljoen euro overnam van Roebin. Daarmee was Domínguez even de houder van het record van de duurste transfer tussen clubs uit de Premjer-Liga. In 2008 werd er door Zenit meer dan dertig miljoen betaald voor Danny van Dinamo Moskou en was Domínguez zijn record kwijt. Een van de beste prestaties van de Argentijn bij Zenit was het geven van twee assists tijdens de met 4–0 gewonnen wedstrijd tegen FC Bayern München in de halve finale van de UEFA Cup. Op 13 maart 2009 haalde Roebin Kazan Chori terug van Zenit, waar hij problemen had met coach Dick Advocaat. In de UEFA Champions League 2009/10 speelde hij erg sterk en hij scoorde tijdens de duels met Internazionale en Dynamo Kiev. Ook gaf hij een assist op Gökdeniz Karadeniz in de wedstrijd tegen Barcelona. Door een 2–0 nederlaag tegen Internazionale werd Roebin echter nog uitgeschakeld in de groepsfase.
Op 11 december 2009 werd bekend dat Domínguez een overstap zou maken naar Valencia. Drie dagen later ondertekende hij een verbintenis voor drieënhalf jaar bij de Spaanse club. In de zomer van 2011 werd hij op eigen verzoek verhuurd aan zijn oude club River Plate, dat voor het eerst in de geschiedenis gedegradeerd was naar het tweede niveau. Dat seizoen was hij niet alleen erg populair bij het publiek vanwege zijn geste, ook fungeerde hij als vice-aanvoerder en wist hij vijfmaal doel te treffen. Na de promotie dat seizoen, vertrok Domínguez alweer. Samen met Fernando Cavenaghi verkaste hij vanwege een meningsverschil met voorzitter Daniel Passarella. De Argentijn werd overgenomen door Rayo Vallecano, dat hem een eenjarige verbintenis voorschotelde. Na dat seizoen, in juli 2013, ondertekende hij een tweejarige verbintenis bij Olympiakos, waar hij in eerste instantie rugnummer 35 kreeg. In het seizoen 2013/14 won Domínguez met zijn club de Griekse competitie. Na vier seizoenen bij de Griekse topclub verliet de Argentijn de club. Hierop keerde hij voor één seizoen terug bij Rayo Vallecano. Hierna vond Domínguez geen nieuwe club en hij besloot een punt achter zijn loopbaan te zetten.